# Bolloré

Markenlogo des OCB-Zigarettenpapiers

Bolloré ist ein französischer Mischkonzern mit Firmensitz in Puteaux, Frankreich. Er wurde im Jahr 1822 von René Bolloré gegründet und trug zeitweise den Namen Odet Cascadec Bolloré (OCB). Die Anzahl der Beschäftigten betrug im Jahr 2019 70.000 in 130 Ländern, der weltweite Umsatz ca. 24.843 Mio. €.
Derzeitiger Firmenchef ist Cyrille Bolloré, Mitglieder der Familie Bolloré besetzen die wichtigsten Führungspositionen.

## Geschichte

### Geschichte der Papierfabrik
Am 18. Februar 1822 eröffnete Nicolas Le Marié zusammen mit seinem Schwager Guillaume Bolloré eine Papierfabrik am Ufer des Odet in der Nähe von Ergué-Gabéric in der Bretagne. Zunächst produzierten sie ganz normales weißes und graues Papier zum Drucken und für das Büro. 1850 produzierten ungefähr 70 Arbeiter, je zur Hälfte Männer und Frauen, ca. 100 t Papier. 1861 übernahm Jean-René Bolloré die Leitung der Firma und begann sehr dünnes und feines Papier zu produzieren, für Zigaretten und hochwertige Bücher, sogenanntes Bibelpapier. Das Zigarettenpapier wurde unter dem Markennamen OCB verkauft: Odet Cascadec Bolloré, Cascadec ist der Name einer Mühle, die in der Nähe des zweiten Werkes stand. Es wurden zusätzliche Fabriken gegründet oder übernommen in Scaër und in Troyes. Die Mitarbeiterzahl stieg von 200 vor dem Ersten Weltkrieg (1913), auf 1200 danach (1918). 1917 baute René Joseph Bolloré die Arbeitersiedlung Ker-Anna mit 19 Wohnungen und führte eine Kranken- und Rentenversicherung ein. Während des Zweiten Weltkriegs musste die Fabrik mangels Rohstoffen schließen. Ab 1950 stellte die Fabrik die Fertigung auf Holzschliff um und übernahm weiter Werke in Troyes. 1954 übernahm Bolloré die Papeterie Mauduit in Quimperlé. Bolloré begann technische Papiere und Folien aus Polypropylen für Kondensatoren und Batterien zu produzieren, außerdem wurde Durchschreibepapier hergestellt. Die Produktion von Zigarettenpapier wurde an den Hauptkunden Republic Technologies verkauft. 1983 wurde die gesamte Produktion eingestellt, die Fabrik in Ergué-Gabéric wurde zum großen Teil abgerissen.

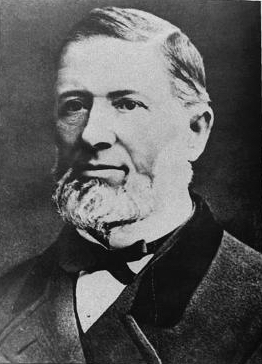
Jean-René Bolloré

### Geschichte von Bolloré Africa Logistics
In den 1980er Jahren begann Vincent Bolloré, der 6. Nachfahre des Gründers, das Kapital aus dem Verkauf seiner Fabriken in die Transport-Industrie zu investieren, besonders in Afrika. Er kaufte Häfen in Kamerun, Elfenbeinküste, Benin, Ghana, Nigeria und in der Republik Kongo, außerdem Eisenbahngesellschaften in Burkina Faso, der Elfenbeinküste, Kamerun, Tschad und der Zentralafrikanischen Republik. Zu dieser Zeit drängten die internationalen Finanzinstitute wie Weltbank und Internationaler Währungsfonds die Entwicklungsländer, ihre Infrastruktur zu privatisieren. Bolloré hatte gute Beziehungen zu französischen Politikern, die ihrerseits Einfluss im ehemaligen Französisch Afrika hatten. Bolloré baute einen Logistik-Konzern in mehr als 40 afrikanischen Ländern auf mit Tausenden von Lastwagen, Eisenbahnen, Häfen und Lagerhallen. Typisch war sein Kampf um die Hafenkonzession in Dakar 2007. Er mobilisierte seine Freunde Nicolas Sarkozy, französischer Präsident, Alain Madelin und François Léotard, französische Politiker, und veröffentlichte in seinen Medien (Presse und Fernsehen) schmeichelhafte Berichte über den senegalesischen Präsidenten Abdoulaye Wade. Die Konzession ging trotzdem an Dubai Ports World.

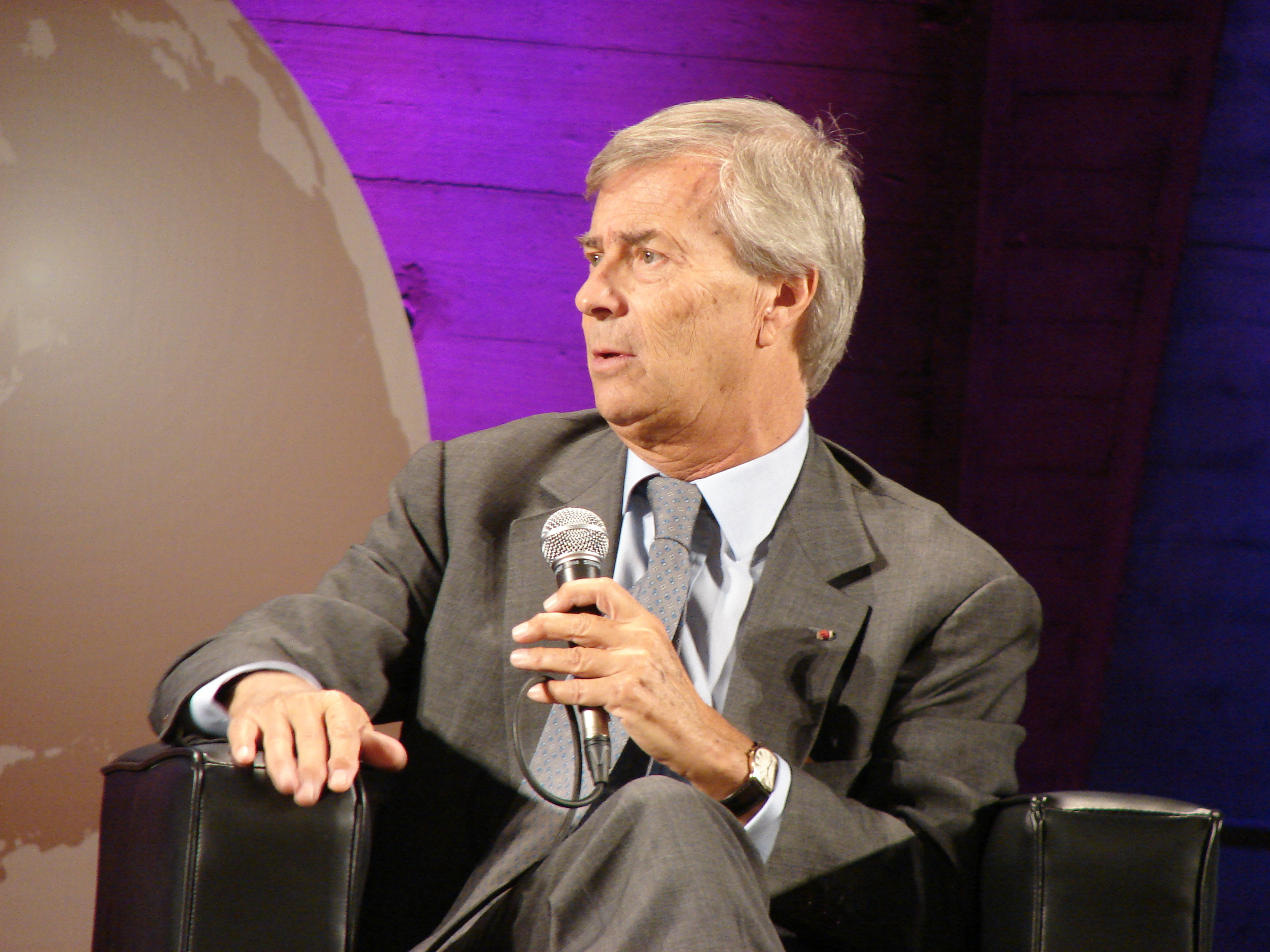
Vincent Bolloré

Häfen sind in Afrika besonders wichtig, da der Export der Bodenschätze und der Import von Industriewaren über sie abgewickelt werden. Dabei fallen beträchtliche Abgaben an, die zum Teil an die führenden Politiker weitergeleitet werden. Nach Machtwechseln werden manchmal Zahlen veröffentlicht, um die Vorgänger zu diskreditieren. Vincent Bolloré verfügt über hervorragende Beziehungen zu vielen afrikanischen Machthabern, manchmal sind diese aber später auch kompromittierend wie z. B. Charles Taylor, ehemaliger Präsident von Liberia.
Vincent Bolloré unterhält auch wohltätige Stiftungen in Afrika wie das Réseau éducation pour tous en Afrique (Netzwerk zur Bildung für alle in Afrika) geleitet von Gabriel Cohn-Bendit, Bruder von Daniel Cohn-Bendit. Er hat auch schon humanitäre Missionen von Bernard Kouchner finanziert.
Im Dezember 2021 begannen Verhandlungen mit der Schweizer Reederei MSC über die Übernahme von Bolloré Africa Logistics durch MSC. Die Verhandlungen waren schwierig, da die Übernahme der Konzessionen in Afrika mit den betroffenen Ländern verhandelt werden musste. Es kam in Burkina Faso zu Protesten der Bürgerinitiative Consortium 2050 unter Führung der ehemaligen Ministerin Nestorine Sangaré gegen den Verkauf. Am 31. März 2022 gaben Bolloré und MSC den Abschluss des Verkaufs von Bolloré Transport & Logistics an MSC bekannt, der Kaufpreis betrug 5,7 Mrd. €. 2021 machte Bolloré in Afrika 2,1 Milliarden € Umsatz und beschäftigte mehr als 20.000 Mitarbeiter. Bolloré betonte, dass MSC alle Mitarbeiter und Aktivitäten übernimmt und Bolloré selbst seine Medienaktivitäten, insbesondere den TV-Sender Canal+, in Afrika fortsetzen will. Ende 2022 wurde der Verkauf gültig, Bolloré erhielt ca. 5 Mrd. €, der Rest ging an Minderheitsaktionäre. Wie Cyrille Bolloré betonte, bedeutet dies nicht, dass sich Bolloré aus dem Speditions-Geschäft zurückziehen will, sondern man, anstatt Häfen, Eisenbahnen und Lastwagen zu betreiben sich auf das „freight forwarding“, also die Abwicklung der Lieferung vom Hersteller zum Empfänger konzentrieren wolle.

### Geschichte von Bolloré Media
1997 versuchte Vincent Bolloré den Mischkonzern Bouygues zu übernehmen. Bouyges war ursprünglich ein Bauunternehmen, hatte aber ab 1987 den Fernsehsender TF1 übernommen und ab 1994 begonnen, das Mobilfunknetz Bouygues Telecom in Frankreich aufzubauen. Bolloré hatte an der Börse ein größeres Aktienpaket von Bouygues gekauft und vereinbarte mit Martin Bouygues, dem Hauptaktionär des gleichnamigen Konzerns, die Leitung gemeinsam zu übernehmen durch einen Aktionärspakt. Danach steigerte aber Bolloré seinen Anteil durch Zukäufe und versuchte Bouygues aus der Firma zu drängen. Dieser rief François Pinault, einen anderen französischen Industriellen, als „Weißer Ritter“ zu Hilfe und sie konnten zusammen Bolloré aus dem Konzern Bouygues rauskaufen. Bolloré machte dabei einen beträchtlichen Gewinn.
Im Jahr 2000 begann Vincent Bolloré mit dem Einstieg seiner Gruppe in die Medienindustrie. Er kaufte das Pariser Kino Mac Mahon. 2001 übernahm er, zusammen mit Euromédia, die Firma SFP (La Société Française de Production). Zu diesem Zeitpunkt besaß er 23,6 % von Euromédia, die er bis 2011 auf 40,57 % ausbaute. Euromédia betreibt Fernsehstudios, in denen bekannte französische Serien wie Star Academy und Les Guignols de l’info produziert wurden. 2006 gründete er Direct Soir, die erste kostenlose Tageszeitung in Frankreich, die in 14 Großstädten vertrieben wurde. Im Jahr 2004 kaufte er sich mit 20 % in Havas ein, eine der größten französischen Werbeagenturen. 2005 gründete er Direct 8, einen französischen Fernsehsender, der erste, der eine Lizenz für die Übertragung über DVB-T hatte. 2005 wurde er Präsident des Aufsichtsrats von Havas. 2010 ersetzte Direct Star den Konkurrenten Virgin 17 und Bolloré traf eine Vereinbarung zur Zusammenarbeit mit RMC (Radio Monte Carlo) in der Sportberichterstattung. Direct Soir wurde in weiteren Städten vertrieben.
2017 übernahm er CNews, alte Name i>Télé, einen der erfolgreichsten französischen Nachrichten-TV-Sender. 2020 hielt Bolloré 27 % des Kapitals von Vivendi. Yannick Bolloré, Sohn von Vincent Bolloré, ist Vorsitzender des Aufsichtsrats. 2021 übernahm Vivendi die Pressegruppe Prisma, die Géo, Voici, Ça m’intéresse und Capital herausgab. Er übernahm 49 % des Verlags Lagardère, der die Titel Le Journal du Dimanche und Paris Match herausgibt und den Radiosender Europe 1 betreibt. Da Bolloré nach der Übernahme von Verlagen und Sendern diese reorganisierte und rationalisierte, was zum Ausscheiden fast der gesamten alten Belegschaft führte, gab es immer wieder Protestaktionen gegen ihn, auch eine Untersuchungskommission des französischen Senats hat sich mit ihm befasst. Durch seine guten politischen Kontakte konnte er Konsequenzen vermeiden. Am 14. April 2022 gab Bolloré ein Übernahmeangebot (OPA - offre publique d'achat) für die Firma Lagardère ab. Ziel ist die Fusion der Gesellschaften Vivendi und Lagardère. Vivendi bot 25,5 € pro Aktie, etwas mehr als der Kurs an der Börse von ca. 24 €. Hintergrund: 2003 folgte Arnaud Lagardère seinem Vater Jean-Luc an der Spitze der gleichnamigen Firma. Durch einige Fehlinvestitionen erhöhte er die Schulden der Firma beträchtlich und musste neue Geldgeber finden. Vivendi und die Familie Bolloré wurden Teilhaber und vergrößerten ihre Anteile weiter bis auf 45 %. Ende 2022 startete die Europäische Kommission ein Verfahren, um zu prüfen, ob der Zusammenschluss von Vivendi und Lagardère die Konkurrenz auf dem französischen Presse- und Medienmarkt beeinträchtigt. Bis Anfang 2023 können sich die beteiligten Firmen dazu äußern und Vorschläge machen, wie die Konkurrenz nach dem Zusammenschluss gewährleistet werden kann. Im April gab die Kommission ihre Zustimmung zur Übernahme von Lagardère unter der Voraussetzung, dass Vivendi den Verlag Editis und einige Zeitschriften abgibt. Im November 2023 gab Vivendi bekannt, dass es Lagardère komplett übernommen hat. Vivendi hält mehr als 60 % der Aktien und mehr als 50 % der Stimmrechte. Der Verlag Editis wurde an International Media Invest von Daniel Křetínský abgegeben. Die neue Gruppe wächst von 38.000 auf 66.000 Mitarbeiter, der Umsatz steigt um 72 % auf 16,5 Mrd. Euro (Basis 2022). Yannick Bolloré wird in den Aufsichtsrat der neuen Gesellschaft eintreten.
2024 übernahm die Compagnie de l'Odet, die Holding von Bolloré, zusammen mit anderen Firmen, die im Verlagsgeschäft tätig sind, die Ecole supérieure de journalisme Paris (Pariser Hochschule für Journalistik), gegründet 1899. Die anderen Firmen waren Dassault, Eigentümerin des Figaro, CMA Média von Rodolphe Saadé, La Financière Agache, Eigentümerin von Le Parisien und Les Échos und Bayard presse.

#### Die französische Presse und ihre Inhaber
Vincent Bollorés Verhältnis zu „seiner“ Presse unterschied sich von dem üblichen französischen Verhalten. In Frankreich sind viele wichtige Zeitungen traditionell defizitär und werden von ihren Eigentümern, meist reichen Industriellen, unterstützt, um ihre politische Meinung verbreiten zu können. Zwei typische Beispiele: die große Tageszeitung Le Figaro gehörte dem Rüstungsindustriellen Marcel Dassault, der eher rechte Positionen vertrat. Das Nachrichtenmagazin Le Nouvel Observateur wurde von Pierre Bergé unterstützt, dem Miteigentümer von Yves Saint Laurent, der eher linke Positionen vertrat. Bolloré nahm zunächst wenig politischen Einfluss auf seine Titel, nutzte sie aber für seine wirtschaftlichen Interessen, siehe oben beim Wettbewerb um den Hafen von Dakar.

#### Einfluss von Vincent Bolloré auf seine Medien
Im Laufe der Zeit änderte sich Bollorés Haltung zu seinen Medien. Beim Aufbau seiner Mediengruppe hat Vincent Bolloré öfter Konflikte mit der Belegschaft der übernommenen Medien gehabt. Nachdem er 2015 den TV-Sender Canal+ übernommen hatte, hat er einen kritischen Bericht über den Crédit mutuel, eine Bank, aus dem Programm genommen. Danach wurde die Serie Spécial Investigation eingestellt, in der diese Sendung erschienen war. 2020 wurde der Journalist Sébastien Thoen entlassen, weil er in einer Humor-Show mitgewirkt hatte, in der Bolloré parodiert wurde. Weitere Journalisten, die Thoen verteidigten, wurden ebenfalls entlassen. Nach der Übernahme von i-Télé, einem Informationskanal, streikten die Journalisten einen Monat lang, um ihre Unabhängigkeit zu bewahren, kurz später wurde der Kanal in CNews umbenannt, politisch nach rechts ausgerichtet und viele Journalisten verließen ihn. CNews wurde mit dem Radiosender Europe 1 zusammengelegt, weitere Journalisten wurden überflüssig. Nach dem Kauf der Prisma Media (Télé-Loisirs, Femme Actuelle, Capital...), verließen wieder ca. 60 Journalisten die Gruppe, weil sich ihre Arbeitsbedingungen verschlechterten und sie um ihre Unabhängigkeit fürchteten. Einer der beteiligten Journalisten veröffentlichte 2023 ein Buch über die Übernahme und den Konflikt. 2022 wurde der Chefredakteur von Paris Match entlassen, weil mehrere kritische Berichte über die katholische Kirche erschienen waren. 2023 wurde Geoffroy Lejeune zum Chefredakteur der Zeitschrift Journal du Dimanche (JDD) ernannt. Er war vorher Chefredakteur von Valeurs Actuellles, einer konservativen politischen Zeitschrift. Die Belegschaft von JDD streikte geschlossen gegen diesen Richtungswechsel, sie sahen sich als politisch neutrales Organ. 2024 entzog die französische Medienaufsicht Arcom dem Sender C8 die DVB-T Lizenz, nachdem dieser trotz wiederholter Ermahnungen wegen Verstößen gegen die Vorschriften sein Verhalten nicht geändert hat. Viele Medien warfen Vincent Bolloré vor, er wolle zu einem französischen Rupert Murdoch werden, er antwortete darauf: „Je suis un démocrate chrétien, je n'ai pas un project idéologique“ (Ich bin Christdemokrat, ich habe kein ideologisches Projekt).
Ende 2024 erklärte der TV-Sender Canal+, der zur Bolloré Gruppe gehört, dass er seine Sendungen nicht mehr terrestrisch über DVB-T aussenden wird ab 2025. Als Grund gab er an, dass zu wenige Zuschauer die Sender über Antenne empfangen. In der Presse wird aber spekuliert, dass der Verlust der Lizenz von C8 zumindest mit ursächlich war.

### Geschichte des Geschäftsbereichs  Elektrische Speicher und Systeme

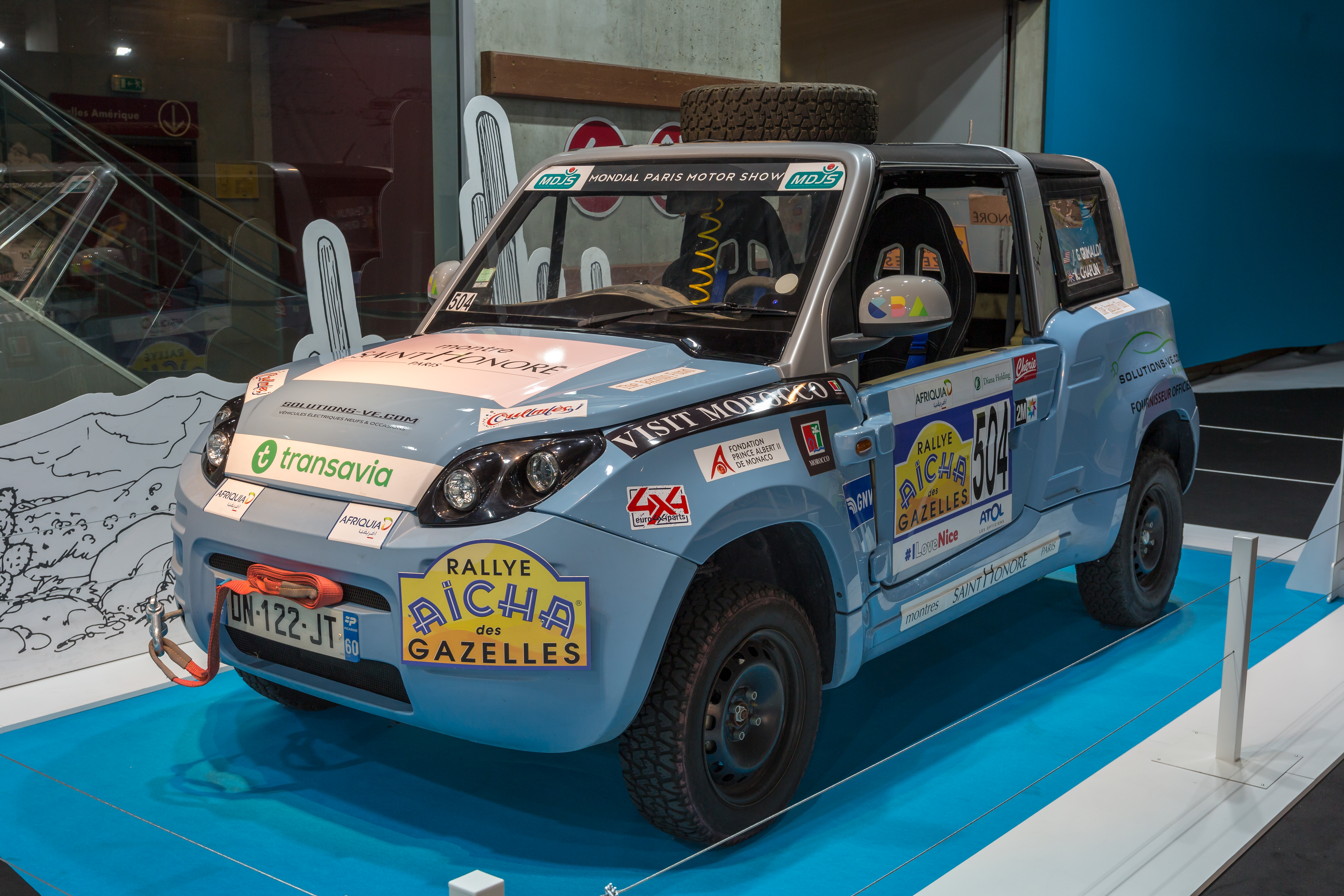
Bolloré Bluesummer

Dieser Geschäftsbereich „Electricity Storage and Systems“ entstand aus der Folienproduktion für Kondensatoren und Batterien.
Er umfasst heute (2022) Kondensatoren, Lithium Metall Polymer Batterien sowie verschiedene Elektrofahrzeuge. Hier sind ebenfalls die „Blue Systems“, die Zugangskontrollsysteme für Fahrzeuge und Menschen, also Schranken und Drehgitter, die man mit einem Ausweis öffnen muss, das „Bluecar System“, der Betrieb von Car Sharing Systemen, und die „IER Systems“, Unterstützung für Logistik Systeme, angesiedelt.

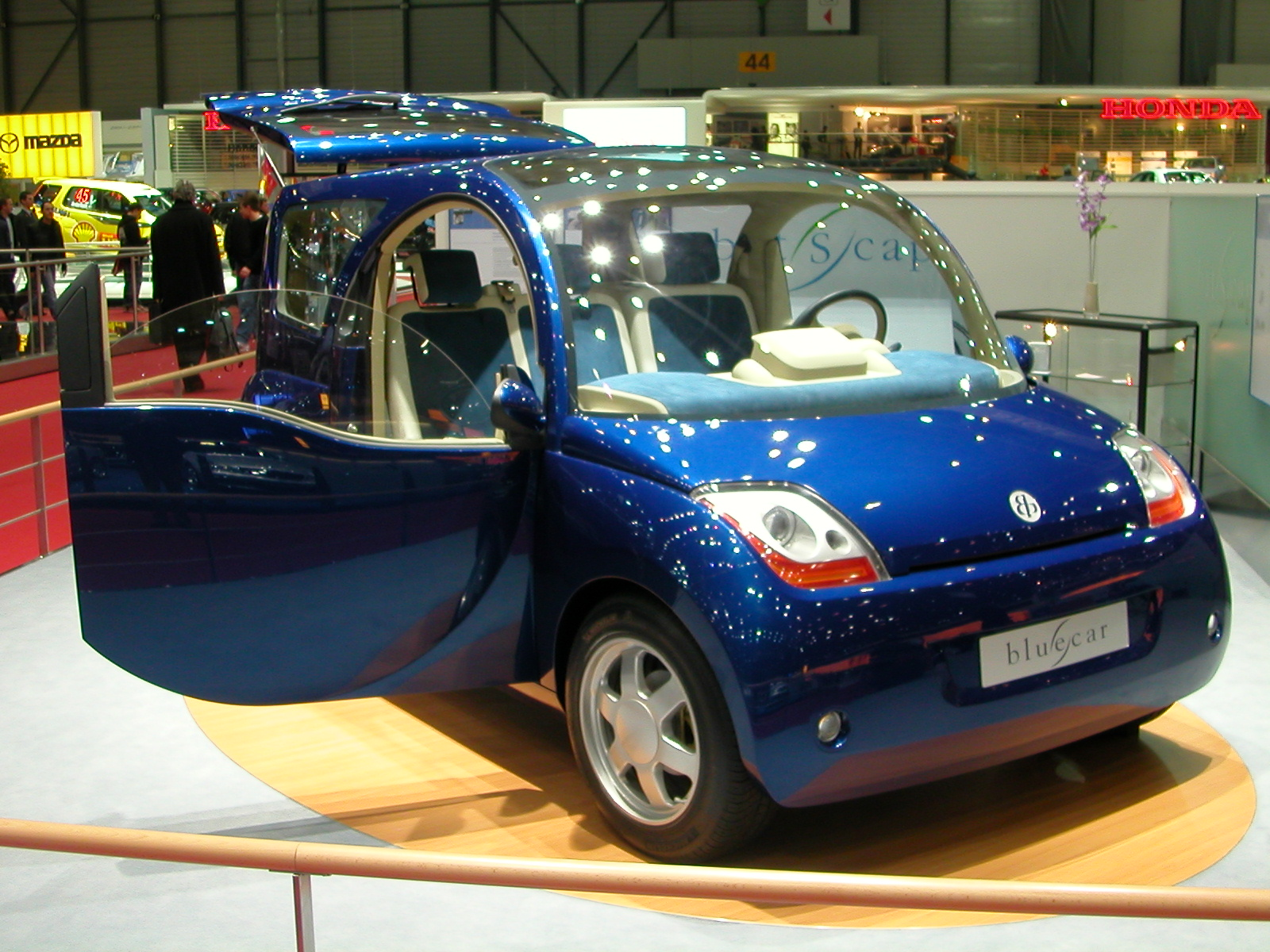
Bolloré Blue Car

## Geschäftsfelder
Die folgenden Daten stammen von der offiziellen Website von Bolloré und beziehen sich auf den Stand am 31. Dezember 2020, die Finanzdaten beziehen sich auf das Geschäftsjahr 2019. Die Bezeichnungen der Gesellschaften sind ebenfalls der Website entnommen.

### Organisation
Die Holding Gesellschaft Financière de l'Odet SE hält zusammen mit Sofibol und anderen kleineren Gesellschaften die Mehrheit der Bolloré SE, die ihrerseits die operativen Gesellschaften kontrolliert und koordiniert.
4 Unternehmensbereiche machen das operative Geschäft von Bolloré aus:
- Transportation and Logistics: Logistics, Ports and Railways
- Oil Logistics: Energy
- Communications: Vivendi, Universal Music Group, Canal+, Havas, Editis and Other
- Electricity and Storage Systems: Blue Solutions, Blue Storage, Plastic Films, IER Systems, Automatic Systems, Smart Mobility, Polyconseil, Telecoms

Zusätzlich verwaltet Other Assets das Portfolio von finanziellen Beteiligungen.

### Finanzdaten
- Umsatz 24.843 Mio. €
- EBITA 1.634 Mio. €
- Net income: 1.408 Mio. €
- Net debt: 8.720 Mio. €
- Beschäftigte: 70.000 in 130 Ländern

### Neustrukturierung 2024
2024 wurde die Groupe Bolloré grundlegend umgestaltet: Bolloré Logistics ging vollständig an CMA CGM über, Bolloré Media firmiert jetzt unter Vivendi und wurde aus der Gruppe ausgegliedert. Dadurch sank der Umsatz der Gruppe von 13,7 Mrd. € auf 3,13 Mrd. €, das Ergebnis sank von 994 Mio. € auf 1 Mio. €, die Guthaben beliefen sich auf 5,31 Mrd., im Jahr davor betrug die Netto-Verschuldung 1,47. Mrd. €.

## Beteiligungen
Bolloré ist an verschiedenen anderen Unternehmen beteiligt. Dort übernimmt das Unternehmen vielfach die Rolle eines aktivistischen Investors. Zudem ist Bolloré an Gaumont und Big Ben Interactive beteiligt. Neben diesen Medienunternehmen hält Bolloré Anteile von Mediobanca und Generali. Weitere Beteiligungen hat Bolloré bei Socfin, Socfinasa und Socinaf, die Plantagenbetreiber in Entwicklungsländern sind. Die Firma Calpam Mineralöl-Gesellschaft gehört auch zu Bolloré. Über Vivendi ist Bolloré mit 24 % an TIM, ehemals Telecom Italia, beteiligt. 2001 kaufte die Gruppe zwei Weingüter in der Provence, 105 ha bei La Croix-Valmer und 15 ha auf der Halbinsel Saint-Tropez.

## Kritik
Im Jahr 2007 verbrachte der neu gewählte Präsident Nicolas Sarkozy einige Tage auf der Luxusjacht von Vincent Bolloré, die Kritik beruhte hauptsächlich auf Staatsaufträgen, die die Gruppe Bolloré erhalten hatte.
Die Direktinvestition in Palmölplantagen des teilweise zur Bolloré-Gruppe gehörenden ehemaligen kamerunischen Staatsunternehmens Socapalm beschleunige die dortige Vernichtung des Primärwaldes.
Weitere Kritik bezieht sich auf die Unterstützung der Einrichtung des elektronischen Wählerverzeichnisses LEPI in Benin 2010. Dieses schloss 200.000 potenzielle Wähler von der Präsidentschaftswahl am 13. März 2011 aus und ermöglichte die knappe Wiederwahl des beninischen Präsidenten Boni Yayi.
Über die Beteiligung an Socfin wird Bolloré Land Grabbing in Sierra Leone vorgeworfen. Das kirchliche Hilfswerk Brot für alle wirft Socfin in einem im Februar 2019 veröffentlichten Report vor, mehr als zwei Dutzend Dörfer in Liberia für die Erweiterung von Kautschuk-Plantagen zerstört und deren Einwohner vertrieben zu haben.
2021 wurde die Initiative Stop Bolloré gegründet, als bekannt wurde, dass Bolloré die Verlagsgruppe Hachette übernehmen will. Zusammen mit seinem Verlag Editis hätte die neue Gruppe einen Marktanteil von 84 % bei außerschulischen Unterrichtsmaterialien, 74 % bei Schulbüchern und 65 % bei Taschenbüchern.
Im Mai 2022 haben die Verkehrsbetriebe von Paris RATP alle 149 Elektro-Busse von Bolloré stillgelegt, nachdem zwei Busse ausgebrannt waren.
Im November 2021 begann ein Skandal in der französischen Medienlandschaft, als der Moderator Cyril Hanouna auf dem Sender C8, der Bolloré gehört, den Abgeordneten Louis Boyard der Partei „France Insoumise“ beschimpfte, weil dieser Kritik am Geschäftsgebaren von Vincent Bolloré in Afrika geübt hatte. Die französische Medienaufsicht Arcom hat im November 2022 das zuständige Verwaltungsgericht angerufen. 2023 wurde der Sender C8 deswegen zu einer Strafe von 3,5 Mio. € verurteilt.
Der Schriftsteller Erik Orsenna hat in seinem Roman Histoire d'un orgre (Geschichte eines Menschenfressers) den Unternehmer Vincent Bolloré als Vorbild genommen, ohne ihn direkt zu benennen.

## Die Familie Bolloré
Seit 200 Jahren leitet die Familie Bolloré die gleichnamige Firma. Vincent Bolloré, geboren 1952, sieht sich in dieser Tradition, auch wenn er die Firma seit 1981 wie keiner seiner Vorgänger umgewandelt und vergrößert hat. Er hat schon damit begonnen, den Übergang auf die nächste Generation vorzubereiten. Alle 4 Kinder arbeiten in der Firma und er hat ihnen schon Anteile übertragen. Sein Sohn Cyrille leitet seit 2019 die Gruppe als Président Directeur Général, Yannik leitet Havas, Sébastien leitet die technische Entwicklung und wurde 2022 zum stellvertretenden Generaldirektor der Compagnie de l’Odet ernannt, Marie leitet die Tochter Blue Systems (Elektromobilität). Nach eigenen Angaben will sich Vincent Bolloré bald aus dem täglichen Geschäft zurückziehen.
Auf der Liste der reichsten französischen Familien 2021 der Zeitschrift Capital steht die Familie Bolloré auf Platz 16 mit einem Vermögen von 8,51 Milliarden €. Diese Summe umfasst nur das berufliche Vermögen (patrimoine professionnel).